# Lennart Ekdal
Eric Lennart Ekdal, född 19 november 1953 i Linköping, är en svensk journalist och programledare. Han arbetade på TV4 från starten 1990 till 2013. Han är far till Albin Ekdal och Hjalmar Ekdal samt kusin till Niklas Ekdal.
Ekdal började på Östgöta Correspondenten på 1970-talet, gick sedan via Tidningen Se till Dagens Nyheter, där han inledde sin bana som ekonomijournalist 1980–1985. Efter fem år som ekonomireporter på TV-Aktuellt var han med och startade TV 4-Nyheterna 1990. Han var senare under 15 års tid programledare för de flesta av TV4:s samhällsprogram: Svart eller Vitt, Kalla fakta, Kvällsöppet med Ekdal, Hetluft (med Malou von Sivers) samt flera av TV4:s valdebatter. Ekdal ledde även Fuskbyggarna under fyra säsonger.
Under senare år har han lett TV-Expressens program Brottscentralen. I november 2021 kom han ut med boken Ekdal & Livet på Mondial förlag. Hösten 2022 kom boken Fotbollsfamiljen, som bland annat handlar om sönerna Albin Ekdal och Hjalmar Ekdal.
Han fick 1995 Stora Journalistpriset "för en journalistik med bett, insikt och humor". Han har också ett flertal gånger utsetts till bäste ekonomijournalist i radio/TV samt utmärkelsen Årets Moderator. 